# Gastronomía de Gambia

Ubicación de Gambia

La gastronomía gambiana forma parte de la gastronomía de África occidental e incluye las prácticas y tradiciones culinarias de Gambia. Entre los alimentos más comunes de este país se incluyen el pescado, el arroz, el maní, el tomate, el frijol punteado, el limón, la mandioca, el repollo, la cebolla, el chile y varias hierbas. Las ostras son un alimento popular y son tradicionalmente recolectadas en el río Gambia.

## Platos

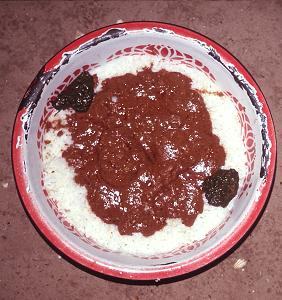
Maafe

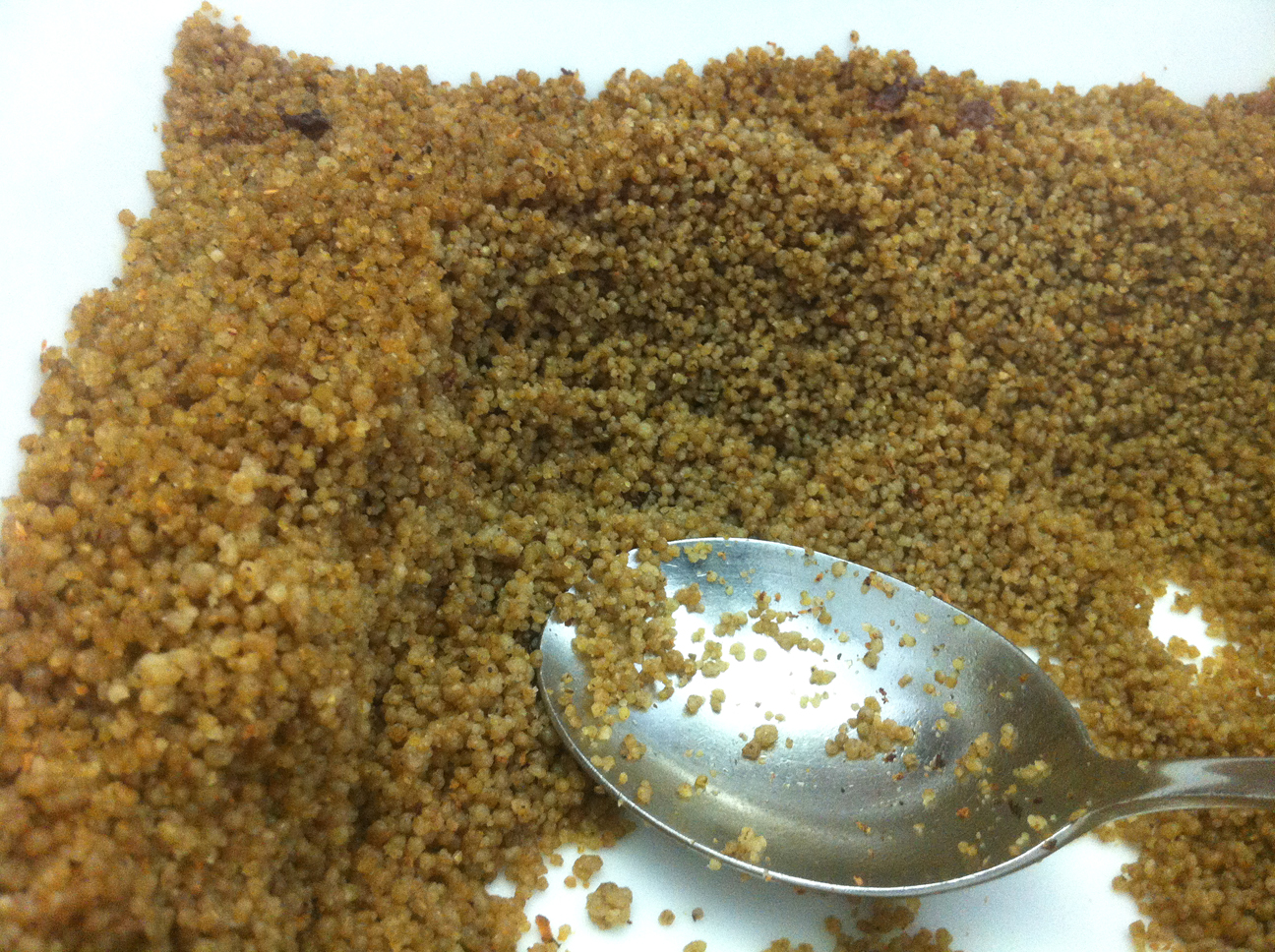
Thiakry

- Benachin, es la variante wólof del arroz jollof, tradicionalmente cocinado en una olla benachin (de ahí su nombre), y consiste en arroz con pescado o carne aromatizado con hierbas, jugo de limón, albahaca, berenjena, jengibre, perejil, cebolla, chile, tomate, calabaza, zanahoria, col, aceite vegetal y, a veces, con pasta de tomate para darle color.[1]
- Caldo, es un plato de pescado cocido al vapor y aromatizado con limón, una variante del yassa. Normalmente se usa jorto o sompat.
- Domoda, un estofado de origen mandinka elaborado con carne o pescado, pasta concentrada de cacahuete, cebolla, tomate, patata, zanahoria, col, pasta de tomate, jugo de limón y caldo, y acompañado de arroz blanco. Domo quiere decir «comer» y da es el nombre para el cazo donde se estofa.
- Mbahal, un plato de pescado ahumado y salado preparado con cacahuetes, algarrobas o alubias carillas, cebolla tierna, chile fresco, arroz blanco y el tomate amargo, llamado localmente jattoo o jakato.
- Nyambeh Nyebbeh, un plato combinado de huachinango frito, acompañado de yuca y frijoles y aderezado con aceite, limón, cebolla, chile, caldo, sal y pimienta.
- Sopa de pimienta, un estofado picante de pescado y morcillo de ternera.
- Yassa, un plato de carne de pollo o pescado aderezado con limón, cebolla, clavo de olor, ajo, mostaza, salsa de chile, jugo de lima y arroz.
- Bolas de pescado, hechas con bonga molido, cebolla, tomate, pan rallado, perejil, pimienta negra, aceite, caldo, pasta de tomate, chiles y arroz blanco.
- Maafe, un popular estofado de cacahuete, típico de todo el África Occidental.
- Estofado de ostras, un guiso de ostras, que suelen recolectarse en los manglares de Gambia.
- Thiakry, un postre hecho de cuscús de trigo o mijo, leche (o l. condensada o yogur), y especias. Una variante es el chakery, un budín de cuscús.